# ノニン
ノニン（英語: Nonyne）は、アルキンのグループである。化学式C9H16で表されるいくつかの異性体からなる。
直鎖状のものは、以下のとおりである。
- 1-ノニン
- 2-ノニン
- 3-ノニン
- 4-ノニン

## 概要
ノニンの構造
- 1-ノニン
- 2-ノニン
- 3-ノニン
- 4-ノニン